# Мазгирт
Мазгирт (тур. Mazgirt) — город и район в провинции Тунджели (современная Турция).

## Этимология
Топоним Мецкерт (арм. Մեծկերտ) в армянской конструкции слов состоит из слов «Мец» (арм. Մեծ) то есть — большой и «Керт» (арм. Կերտ) то есть — «город, поселение»; таким образом название может быть истолкованно как «Большое Поселение». Топоним «Мазгирт» является турецкой транскрипцией армянского топонима Мецкерт, который переименовали в 1920-х в рамках государственной программы по отуречиванию армянских топонимов в восточной половине Турции, инициированной Ататюрком как часть политики отрицания факта геноцида армян.

## Известные уроженцы
- Мазлум Доган — один из основателей Рабочей партии Курдистана